# Lugburz (album)
Pour les articles homonymes, voir Lugburz.
Albums de Summoning
Minas Morgul
(1995)
Lugburz est le premier album du groupe de black metal autrichien Summoning, sorti en mars 1995 sur le label Napalm Records.

## Présentation
Le titre de cet album provient de l'œuvre de J. R. R. Tolkien ; Lugburz est le nom en noir parler de la tour de Sauron, Barad-dûr.
Comparativement aux autres réalisations du groupe, le style de Lugburz est plus proche du black metal pur et dur et n'a que peu de choses en commun avec ce qui suivra et ce qui a fait la réputation du groupe. Cependant, certaines chansons, comme Beyond Bloodred Horizons ou Dragons of Time, démontrent déjà la capacité de Summoning à créer de grandes fresques épiques proches de l'univers de Tolkien.
Les passages au clavier et en voix claire typiques de Summoning sont également présents, mais restent discrets. Ils seront plus développés à l'avenir. Côté instrumentation, il est également notable que le groupe utilise ici une batterie acoustique, jouée par Trifixion. Ce dernier quittera le groupe quelque peu après la sortie de l'album, et les rythmes souhaités par le groupe seront joués au synthétiseur et à la boîte à rythmes.
En raison de cette orientation, Lugburz demeure controversé par les amateurs du groupe, et par le groupe lui-même. Ainsi, c'est son successeur, Minas Morgul, qui est considéré comme le réel premier album de Summoning.

## Liste des titres
Toutes les chansons sont écrites et composées par Summoning.
| 1.    | Grey Heavens                             | 1:45 |
| 2.    | Beyond Bloodred Horizons                 | 3:37 |
| 3.    | Flight of the Nazgul                     | 7:07 |
| 4.    | Where Winters Forever Cry                | 4:04 |
| 5.    | Through the Valley of the Frozen Kingdom | 6:22 |
| 6.    | Raising with the Battle-Orcs             | 5:44 |
| 7.    | Master of the Old Lure                   | 4:14 |
| 8.    | Between Light and Darkness               | 3:29 |
| 9.    | The Eternal Lands of Fire                | 3:36 |
| 10.   | Dragons of Time                          | 6:01 |
| 11.   | Moondance                                | 4:46 |
| 50:44 |                                          |      |

## Membres du groupe
- Protector : chant, guitare, claviers
- Silenius : basse, chant, claviers
- Trifixion : batterie
- Pazuzu : chant

### Chroniques
- (en) « Summoning - Lugburz - Reviews », sur Metal-archives.com, Encyclopaedia Metallum (consulté le 1er mars 2020)
- Dead, « Summoning - Lugburz - Chronique », sur Thrashocore.com, 25 janvier 2005 (consulté le 1er mars 2020)